# Nowe Rzędy

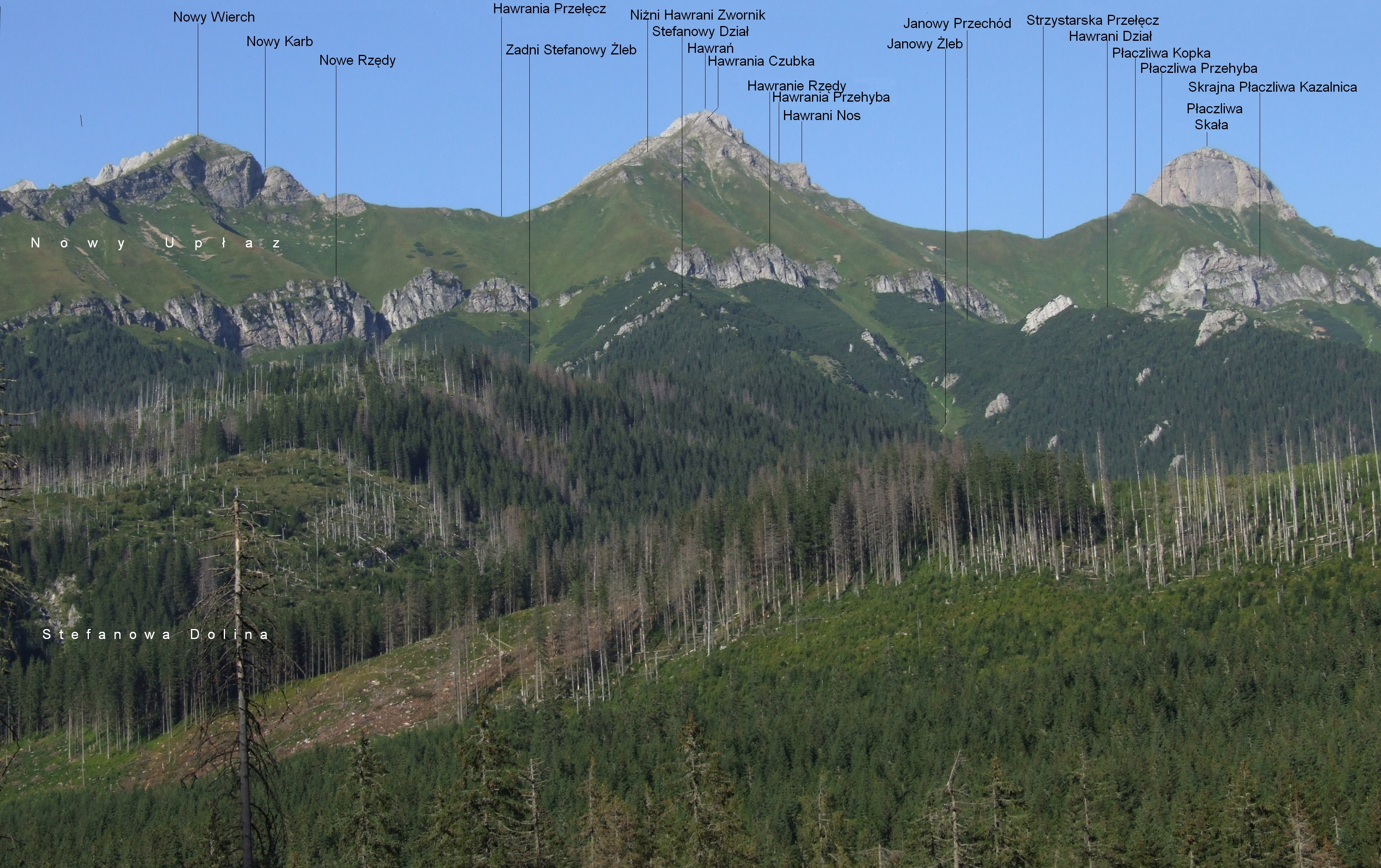

Nowe Rzędy – pas skał na południowo-zachodnich stokach Nowego Wierchu w słowackich Tatrach Bielskich. Zbudowane są z triasowych dolomitów i są wytworem lodowca pokrywającego w czasie ostatniego zlodowacenia Dolinę Zadnich Koperszadów. Nowe Rzędy ciągną się od Stefanowego Działu na wschodzie po grzędę Bujaka na zachodzie. Znajdują się na wysokości około 1750 m i tworzą urwiste ścianki o wysokości do 40 m. Nie jest to pas ciągły, w wielu miejscach przecięty jest bowiem przez koryta żlebów spadających z grani głównej.
Nowe Rzędy wchodzą w skład tzw. Wyżnich Rzędów. Po zachodniej stronie ich przedłużeniem są Hawranie Rzędy i Płaczliwe Kazalnice. Powyżej Nowych Rzędów ciągnie się trawiasty stromy upłaz, zwany Nowym Upłazem.
Nazwę Nowe Rzędy wprowadził Władysław Cywiński w przewodniku Tatry. Tom 4.